# Poblado Número Cinco
Poblado Número Cinco är en ort i Mexiko.   Den ligger i kommunen Ahome och delstaten Sinaloa, i den västra delen av landet, 1 300 km nordväst om huvudstaden Mexico City. Poblado Número Cinco ligger 11 meter över havet och antalet invånare är 2 651.
Terrängen runt Poblado Número Cinco är mycket platt, och sluttar västerut. Runt Poblado Número Cinco är det ganska tätbefolkat, med 83 invånare per kvadratkilometer. Närmaste större samhälle är Alfonso G. Calderón, 17,9 km söder om Poblado Número Cinco. Trakten runt Poblado Número Cinco består till största delen av jordbruksmark.